# Schlaifhausen
Schlaifhausen ist ein Gemeindeteil der Gemeinde Wiesenthau im Landkreis Forchheim (Oberfranken, Bayern).

## Geografie
Das Kirchdorf liegt im Erlanger Albvorland. Die Ortsmitte von Schlaifhausen befindet sich etwa eineinhalb Kilometer ostsüdöstlich des Ortszentrums von Wiesenthau und liegt auf einer Höhe von 370 m ü. NHN.

## Geschichte
Bis zum Ende des 18. Jahrhunderts hatte Schlaifhausen der Hochgerichtsbarkeit des zum Hochstift Bamberg gehörenden Centamtes Forchheim unterstanden, die Dorf- und Gemeindeherrschaft wurde in dieser Zeit vom ebenfalls bambergischen Oberamt Forchheim ausgeübt. Als das Hochstift Bamberg infolge des Reichsdeputationshauptschlusses 1802/03 säkularisiert und unter Bruch der Reichsverfassung vom Kurfürstentum Pfalz-Baiern annektiert wurde, wurde Schlaifhausen ein Bestandteil der bei der „napoleonischen Flurbereinigung“ in Besitz genommenen neubayerischen Gebiete.
Durch die Verwaltungsreformen zu Beginn des 19. Jahrhunderts im Königreich Bayern wurde Schlaifhausen mit dem Zweiten Gemeindeedikt 1818 eine Ruralgemeinde, die im Zuge der Gebietsreform in Bayern am 1. Mai 1978 in die Gemeinde Wiesenthau eingegliedert wurde.

## Verkehr
Die Anbindung an das öffentliche Straßennetz wird durch die Kreisstraße FO 14 hergestellt, die direkt am südwestlichen Ortsrand vorbeiführt.

## Baudenkmäler

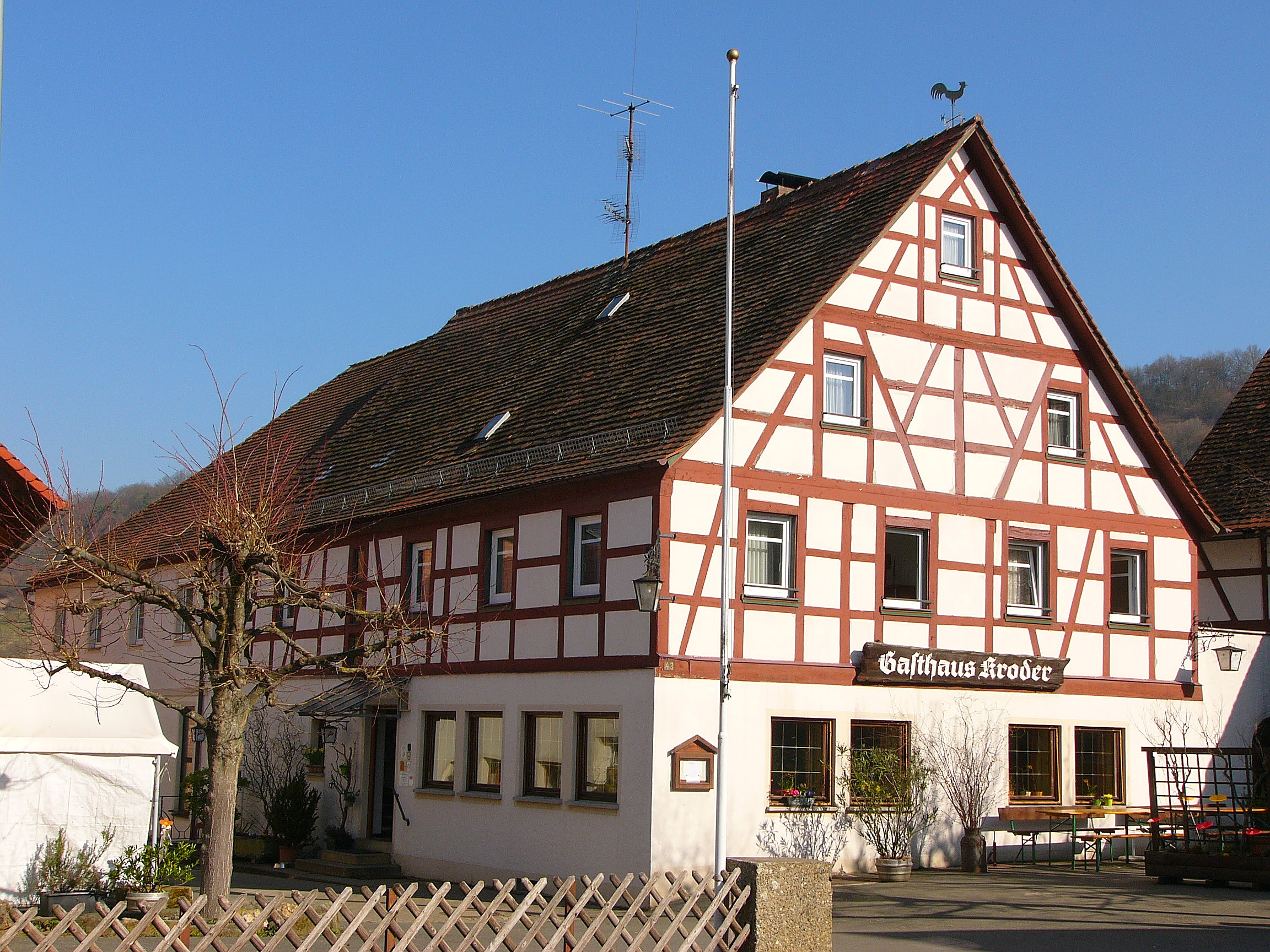
Das denkmalgeschützte Gasthaus des Ortes

In Schlaifhausen befinden sich vier denkmalgeschützte Objekte, darunter ein in Fachwerkbauweise ausgeführtes Gasthaus.